# العلاقات الإماراتية الميكرونيسية
العلاقات الإماراتية الميكرونيسية هي العلاقات الثنائية التي تجمع بين الإمارات العربية المتحدة وولايات ميكرونيسيا المتحدة.

## مقارنة بين البلدين
هذه مقارنة عامة ومرجعية للدولتين:
| وجه المقارنة                                              | الإمارات العربية المتحدة | ولايات ميكرونيسيا المتحدة |
| --------------------------------------------------------- | ------------------------ | ------------------------- |
| المساحة (كم2)                                             | 83.60 ألف                | 702                       |
| عدد السكان (نسمة)                                         | 9.40 مليون               | 105.54 ألف                |
| الكثافة السكانية (ن./كم²)                                 | 112.44                   | 15.03 ألف                 |
| العاصمة                                                   | أبو ظبي                  | باليكير                   |
| اللغة الرسمية                                             | اللغة العربية            | لغة إنجليزية              |
| العملة                                                    | درهم إماراتي             | دولار أمريكي              |
| الناتج المحلي الإجمالي (بليون دولار)                      | 382.58 مليار             | 336.43 مليون              |
| الناتج المحلي الإجمالي (تعادل القوة الشرائية) بليون دولار | 640.72 مليار             | 365.27 مليون              |
| الناتج المحلي الإجمالي الاسمي للفرد دولار أمريكي          | 40.44 ألف                | 3.02 ألف                  |
| الناتج المحلي الإجمالي للفرد دولار أمريكي                 | 67.67 ألف                |                           |
| مؤشر التنمية البشرية                                      | 0.835                    | 0.640                     |
| رمز المكالمات الدولي                                      | +971                     | +691                      |
| رمز الإنترنت                                              | .ae، .امارات             | .fm                       |
| المنطقة الزمنية                                           | ت ع م+04:00              |                           |

## منظمات دولية مشتركة
يشترك البلدان في عضوية مجموعة من المنظمات الدولية، منها:
| علم المنظمة | اسم المنظمة                               | تاريخ انضمام الإمارات العربية المتحدة | تاريخ انضمام ولايات ميكرونيسيا المتحدة |
| ----------- | ----------------------------------------- | ------------------------------------- | -------------------------------------- |
|             | مؤسسة التنمية الدولية                     | 23 ديسمبر 1981                        | 24 يونيو 1993                          |
|             | يونسكو                                    | 20 أبريل 1972                         | 19 أكتوبر 1999                         |
|             | وكالة ضمان الاستثمار متعدد الأطراف        | 20 أكتوبر 1993                        | 11 أغسطس 1993                          |
|             | الأمم المتحدة                             | 9 ديسمبر 1971                         | 17 سبتمبر 1991                         |
|             | البنك الدولي للإنشاء والتعمير             | 22 سبتمبر 1972                        | 24 يونيو 1993                          |
|             | الاتحاد الدولي للاتصالات                  | 27 يونيو 1972                         | 18 مارس 1993                           |
|             | منظمة حظر الأسلحة الكيميائية              | ?                                     | ?                                      |
|             | مؤسسة التمويل الدولية                     | 30 سبتمبر 1977                        | 24 يونيو 1993                          |
|             | المركز الدولي لتسوية المنازعات الاستشارية | 22 يناير 1982                         | 24 يوليو 1993                          |

## وصلات خارجية
- موقع وزارة الخارجية الإماراتية